# Byte (revista)

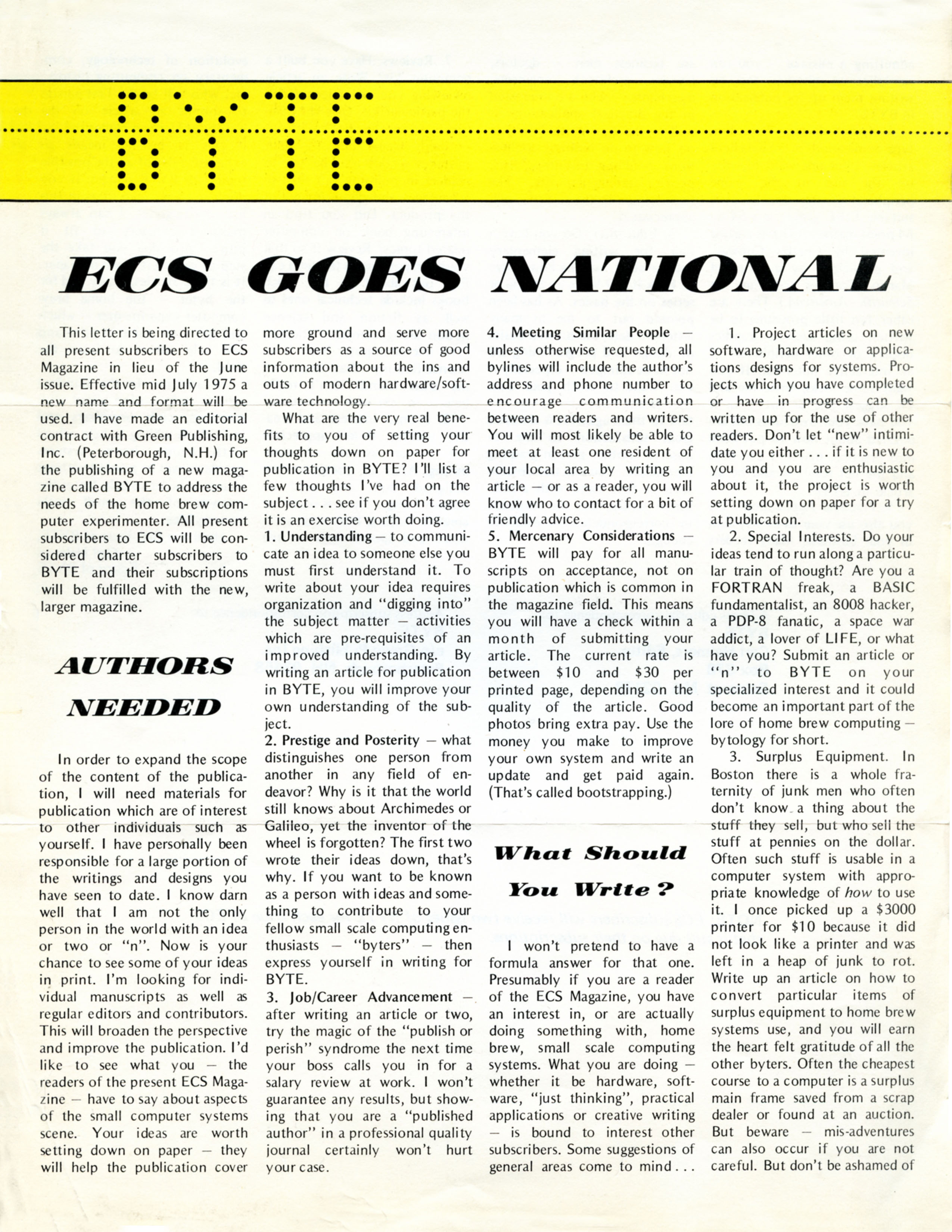
Oferta de suscripción a Byte magazine de Carl Helmers.

Byte magazine fue una revista de informática estadounidense, influyente a finales de 1970 y a lo largo de la década de 1980 debido a su cobertura editorial de amplio alcance. Mientras que muchas revistas de mediados de 1980 se habían dedicado a la plataforma MS-DOS (PC) o al Apple Macintosh, sobre todo desde la perspectiva de un usuario de negocios o doméstico, Byte cubre desarrollos en todo el campo de pequeños ordenadores y software, y algunas veces otros campos de computación, tales como supercomputadoras y computación de alta fiabilidad. La cobertura era a fondo con muchos detalles técnicos, en vez de orientado al usuario. El nombre y logotipo de Byte continuaron existiendo desde 2011, pero ya sólo como una publicación en línea, con diferentes énfasis.
Byte comienza en 1975, poco después de que los primeros ordenadores personales aparecieran como kits anunciados en la parte posterior de revistas sobre electrónica. Byte se publicaba mensualmente, con un precio de suscripción anual inicial de 10 dólares.

## Fundación
En 1975, Wayne Green era editor y director de 73 (una revista para radioaficionados ) y su exesposa, Virginia Londner Green, gerente de la editora de 73 Inc. En la edición de agosto de 1975, en la columna editorial de la revista, Wayne escribía:
La respuesta a los artículos sobre ordenadores en 73 ha sido tan entusiasta que en Peterborough hemos decidido dejarnos llevar. El 25 de mayo llegamos a un acuerdo con el editor de una pequeña revista (con 400 suscriptores) sobre informática para que se haga cargo de la dirección de una nueva publicación que lanzaremos en agosto ... Byte.
Carl Helmers publicó una serie de seis artículos en 1974 que detallaba el diseño y construcción de su "Experimenter's Computer System", un ordenador personal basado en el microprocesador Intel 8008. En enero de 1975 se convirtió en la revista mensual ECS, que llegó a contar con 400 suscriptores. El último número de ECS se publicó el 12 de mayo de 1975, y en junio se envió a los suscriptores una carta anunciando el lanzamiento de BYTE magazine. Carl escribió en otro boletín de aficionados, Micro-8 Computer User Group Newsletter, describiendo su nuevo trabajo como director de BYTE magazine.
Recibí una nota por correo hace dos semanas de Wayne Green, editor de '73 Magazine' esencialmente diciendo hola y por qué no vienes a hablar un poco. La consecuencia ha sido la decisión de crear la revista BYTE utilizando las instalaciones de Green Publishing Inc. Voy a determinar el enfoque editorial de la revista; mientras que el negocio está manejando por Green Publishing.
Virginia Londner Green vuelve a 73 en la edición de diciembre de 1974 y constituye Green Publishing en marzo de 1975. Los primeros cinco números de Byte fueron publicadas por Green Publishing y el nombre fue cambiado a Byte Publicaciones a partir de la edición de febrero de 1976. Carl Helmers fue copropietario de Byte Publications.
Los primeros 4 números fueron producidos en las oficinas de 73 y Wayne Green fue catalogado como el editor. Un día, en noviembre de 1975 Wayne llegó a trabajar y se encontró que el personal de Byte magazine se había mudado y llevado con ellos la edición de enero. El número de febrero de 1976 de Byte tiene una corta historia sobre la mudanza. "Después de un comienzo que se lee como una opereta romántica con un episodio o dos que recuerda a los de Keystone Cops, Byte magazine, finalmente, se ha trasladado a sus propias oficinas."
Wayne Green no estaba contento con perder Byte magazine por lo que iba a comenzar uno nuevo llamado Kilobyte. Byte rápidamente registra la marca KILOBYTE como una historieta en Byte magazine. La nueva revista se llama Kilobaud. Había competencia y animosidad entre Byte Publications y 73 Inc. pero ambos permanecieron en la pequeña ciudad de Peterborough (Nuevo Hampshire).

## Los primeros años
Byte fue capaz de atraer publicidad y artículos de muchas fuentes bien conocidas, pronto a ser conocidas y pronto a ser olvidadas  en la creciente comunidad informática de microordenadores. Los artículos en la primera edición (septiembre de 1975) incluyeron Which Microprocessor For You? (¿cual es su microprocesador?) de Hal Chamberlin, Write Your Own Assembler (Escriba su propio ensamblador) de Dan Fylstra y Serial Interface (interfaz serie) de Don Lancaster. Aparecieron anuncios de Godbout, MITS, Processor Technology, SCELBI, y Sphere entre otros.
Los primeros artículos en Byte consistían de montajes electrónicos móntelo-usted-mismo (DIY) o desarrollos de software para mejorar los pequeños ordenadores. Una característica constante era Ciarcia's Circuit Cellar, una columna en la que el ingeniero electrónico Steve Ciarcia describió pequeños proyectos para modificar o añadir a un ordenador (que más tarde se escindió para convertirse en la revista Circuit Cellar, centrándose en aplicaciones embebidas para ordenador. Artículos significativos en este período fueron "Kansas City" standard para el almacenamiento de datos en cinta de audio, la inserción de unidades de disco en ordenadores basados en el bus S-100, la publicación de código fuente para varios lenguajes de programación (Tiny C, BASIC, varios ensambladores), y la cobertura del primer sistema operativo para microordenadores, CP/M. Byte publicó el primer anuncio de Microsoft, como "Micro-Soft", comercializando el Altair BASIC para ordenadores basados en el Intel 8080.

## Crecimiento y cambio

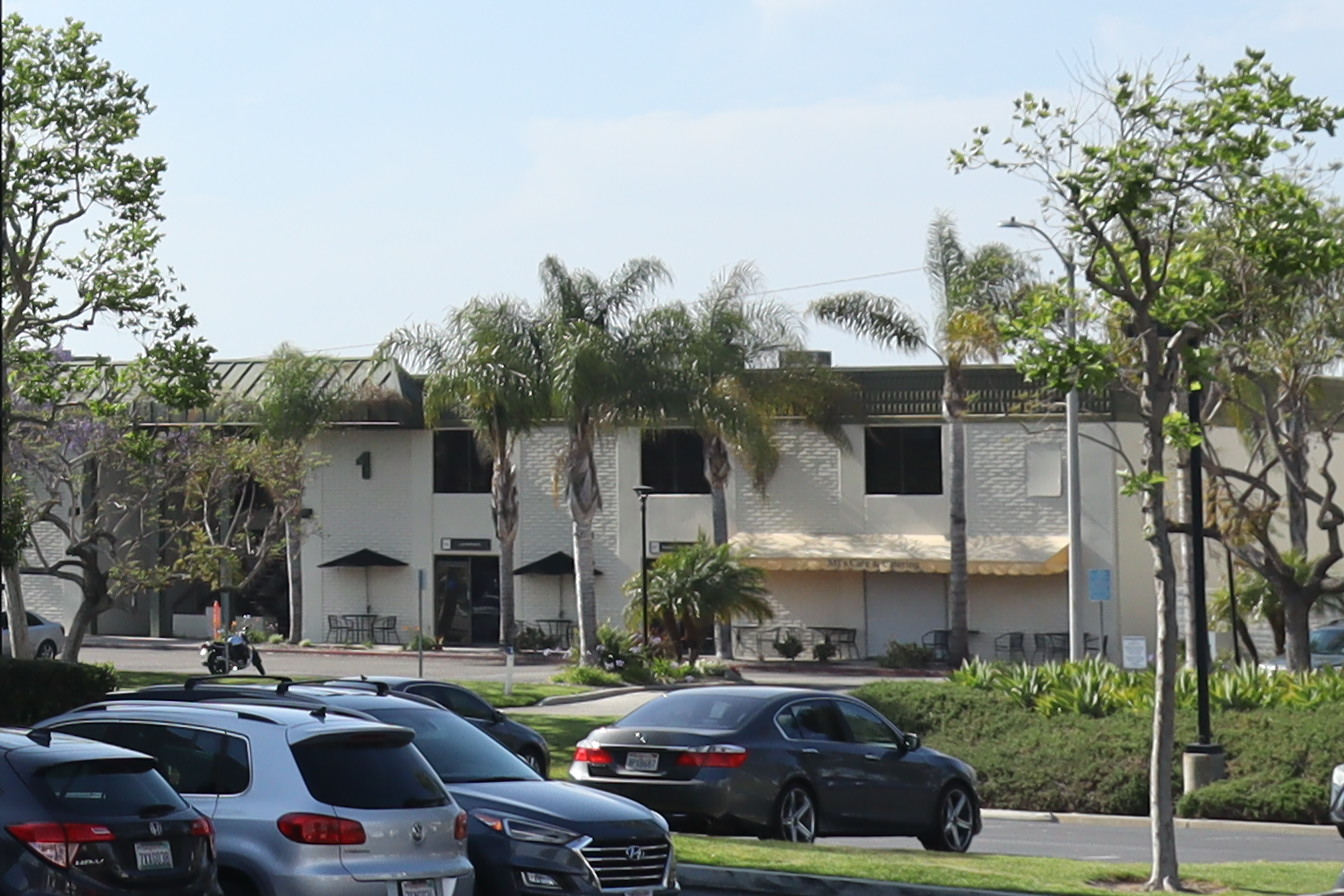
Oficina de la sucursal de la costa oeste de Byte Magazine, Costa Mesa, California, 2022.

A principios de los 80, BYTE se había convertido en una revista de "elite", al mismo nivel que Rolling Stone y Playboy, y otros como David Bunnell de PC Magazine aspiraban a emular a su reputación y éxito.
En la primavera de 1979, la propietaria/editor Virginia Williamson vendió la revista a McGraw-Hill. Permaneció como editor hasta 1983, unos 8 años después de la fundación de la revista, y posteriormente fue elegido vicepresidente de McGraw-Hill Publications Company. Poco después del lanzamiento del IBM PC, en 1981, la revista cambió la línea editorial. Gradualmente abandona los artículos de software y electrónica hágalo-vd-mismo, y empiezan a aparecer comentarios de productos, siendo la primera revista de informática en hacerlo. Continuó su amplia cobertura de hardware y software, pero ahora se informó que "lo que hace" y "cómo funciona", y no "cómo hacerlo uno mismo." El enfoque editorial permaneció en cualquier sistema informático o software que puedan interesar al individuo típico en sus finanzas e intereses (centrado en los ordenadores domésticos y personales).
Desde 1975 hasta 1986 las portadas de Byte por lo general son obra de Robert Tinney. Estas portadas hacen a Byte visualmente única. En 1987 los dibujos de Tinney fueron reemplazadas por fotografías de productos, y la columna de Steve Ciarcia "Circuit Cellar" desaparece.
En 1985 Byte lanza un servicio en línea llamado BIX (Byte Information eXchange) en formato texto al estilo de un Bulletin board system corriendo el software de sistema de conferencia CoSy, también usado internamente por McGraw-Hill. El acceso era a través de conexión telefónica local o, por cargos adicionales por hora, mediante la red Tymnet X.25. Las tarifas mensuales fueron de 13 dólares para la cuenta y un dólar por hora para el acceso X.25. A diferencia de CompuServe, el acceso a velocidades más altas no estaba sobrecargado. Muchos de los empleados de Byte participaban activamente en el servicio. Más tarde, mediante gateways se permite el Correo electrónico hacia fuera de sistema.
Byte continuó creciendo. En 1990 cada número mensual tiene una pulgada de espesor de media, un público de profesionales técnicos, y un precio de suscripción de 56 dólares por año, una cifra elevada para la época. Fue la revista de "lectura obligada" de las revistas más conocidas. Alrededor de 1993 Byte comienza a desarrollar su presencia en la web adquiriendo el dominio byte.com y comenzó a tener foros y publicar contenido editorial seleccionado.
Se desarrollan una serie de ediciones nacionales hermanas en Japón, Brasil, Alemania, y una edición en árabe publicada en Jordania.

## Fin de la edición impresa y lanzamiento de la versión en línea
El número de lectores de Byte y los ingresos por publicidad fueron disminuyendo cuando el 5 de mayo de 1998 McGraw-Hill vendió la revista junto con LAN Times, Data Communications, tele.com, y NSTL (National Software Testing Laboratories) por 28,6 millones de dólares a CMP Media, una editorial con éxito de revistas de informática especializadas como Windows Magazine, InformationWeek, Network Computing, EE Times, Computer Reseller News, InternetWeek y otras. Editores y escritores de la revista esperaban que su nuevo propietario revitalizara Byte pero CMP decidió dejar de publicarla en la edición de julio de 1998; despidió a todo el personal y cerró el gran laboratorio de prueba de productos de Byte. Los suscriptores recibieron una oferta para elegir entre dos de las publicaciones de CMP.
La publicación de Byte en Alemania y Japón continuó ininterrumpida. La edición turca reanudó su publicación después de algunos años de interrupción. La edición árabe también terminó abruptamente.
Muchos de los columnistas de Byte migraron sus escritos a sus sitios web personales. El más popular de ellos fue probablemente el autor de ciencia ficción Jerry Pournelle y su weblog The View From Chaos Manor derivada de una columna de larga tradición en Byte, describiendo los ordenadores desde el punto de vista de un power user. Tras del cierre de Byte magazine, la columna de Jerry Pournelle continuó siendo publicada en la edición turca de PC World que pronto fue rebautizado como PC LIFE en Turquía.
En 1999 CMP revivió Byte como una publicación sólo en la web, desde 2002 accesible solo por Suscripción. Se cerró en 2009.

## El lanzamiento de byte.com
UBM TechWeb trajo de vuelta el nombre Byte cuando se relanzó oficialmente Byte como byte.com el 11 de julio de 2011. Según el sitio, la misión de la nueva Byte es:
"...Para examinar la tecnología en el contexto de la consumerización de las TI. El tema se relaciona estrechamente con cuestiones de TI importantes como la seguridad y facilidad de gestión. Es un tema que llega tanto de TI y los usuarios, y es un problema por el que los dos grupos tienen que escuchar con atención a los requisitos de la otra: las IT podría esperar antes de permitir que los dispositivos y el software en la red cuando no han sido probados adecuadamente y no pueden ser apoyados adecuadamente, aunque el uso de estos dispositivos en la empresa tiene el aire de inevitable por una buena razón. Hacen los usuarios más productivos y los usuarios los están exigiendo.."
El editor del lanzamiento de byte.com era la periodista tecnológica Gina Smith. El 26 de septiembre de 2011 Smith fue reemplazada por Larry Seltzer.
En enero de 2012 el autor estadounidense de ciencia ficción y horror F. Paul Wilson comenzó a escribir para byte.com, sobre todo en la persona de su más conocido personaje Repairman Jack.
En abril de 2013, byte.com deja de ser actualizado.
En octubre de 2013, byte.com redirige a http://www.informationweek.com/byte/, que a su vez redirige a http://www.informationweek.com/personal-tech/ no habiendo ningún logo o mención a byte.com o Byte en esta última.

## Para leer más
- Ranade, Jay; Nash, Alan (1994). The best of Byte.. Nueva York: McGraw-Hill. p. 641. ISBN 0-07-051344-9.